# Geometrie integrală
În matematică, geometria integrală este teoria măsurilor pe un element geometric invariant în simetria grupului din acel spațiu. În vremuri mai recente, sensul a fost extins pentru a include o vedere a transformărilor invariante (sau echivariante) din spațiul de funcții pe un spațiu geometric la spațiul de funcții pe un alt spațiu geometric. Astfel de transformări adesea iau forma de transformare integrală, cum ar fi transformarea aleatorie și generalizările sale. Denumirea se datorează matematicianului german Wilhelm Blaschke care a introdus-o în 1935.

## Context clasic
Geometria Integrală ca a apărut ca o încercare de-a defini anumite declarații ale teoriei probabilităților geometrice. Munca timpurie a lui Luis Santaló și Wilhelm Blaschke a fost în acest sens. Rezultă din teorema clasică a lui Crofton care exprimă lungimea curbei unui plan ca o așteptarea din numărul de intersecții cu o aleator linie. Aici cuvântul aleatoriu trebuie să fie interpretat ca obiect al considerațiilor de simetrie corectă.